# Saissetia xerophila
Saissetia xerophila är en insektsart som beskrevs av De Lotto 1957. Saissetia xerophila ingår i släktet Saissetia och familjen skålsköldlöss.
Artens utbredningsområde är Kenya. Inga underarter finns listade i Catalogue of Life.